# Portada/efemèride maig 4
Ruth First
« 3 de maig · 4 de maig · 5 de maig »